# Victòria de Prússia

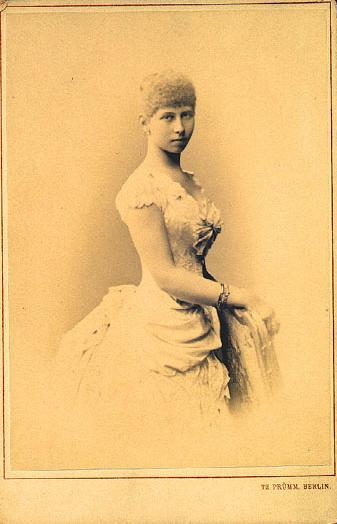
La princesa Victòria de Prússia, princesa de Schaumburg-Lippe.

Victòria de Prússia, princesa de Schaumburg-Lippe (Potsdam 1866 - Bückeburg 1929). Princesa de Prússia per naixement amb el tractament d'altesa reial que contragué matrimoni en dues ocasions, en primeres núpcies amb el príncep Adolf de Schaumburg-Lippe i en segones núpcies amb un rus blanc de nom Alexander Zoubkoff.

## Biografia
Nascuda a Potsdam el 12 d'abril de 1866, era filla del príncep hereu i futur kàiser Frederic III de Prússia i de la princesa reial Victòria del Regne Unitp. Victòria era neta del kàiser Guillem I de Prússia i de la duquessa Augusta de Saxònia-Weimar-Eisenach per part de pare mentre que per part de mare ho era del príncep Albert de Saxònia-Coburg Gotha i de la reina Victòria I del Regne Unit.
De nom Frederica Amàlia Guillermina Victòria fou sempre coneguda amb el nom de Victòria i anomenada familiarment Moretta. Unida per llaços ideològics i de companyonia amb les seves germanes petites, les princeses Sofia i Margarida, formaven junt amb els seus pares un bloc liberal i anglòfil a la cort conservador i militarista de Berlín.
Victòria aviat s'enamorà del príncep Alexandre de Battenberg que esdevindria amb el temps príncep de Bulgària. La unió entre els dos joves príncep d'origen alemany gaudia de l'aprovació dels pares de la princesa Victòria però tant el seu avi patern, el kàiser Guillem I de Prússia, com el canceller Otto von Bismarck veieren la unió com un greu problema per Prússia i per Alemanya en general.
Alexandre era fill del príncep Alexandre de Hessen-Darmstadt i de la comtessa polonesa Júlia von Hauke, pertanyent a una branca morganàtica de la casa gran ducal de Hessen-Darmstadt, els Battenberg gaudien de poques simpaties a les corts europees que els veien com uns prínceps de segona. A part de la poca consideració dinàstica, la unió entre Victòria de Prússia i Alexandre de Battenberg portava implícit un altre problema que era la reacció russa a la unió, ja que Alexandre, com a príncep de Bulgària, portava una política contrària a Rússia a la regió i el casament amb una princesa prussiana significaria el suport explícit d'Alemanya tant a Alexandre com al país.
Per tots aquests motius la unió no s'aprovà i Victòria fou casada amb el príncep Adolf de Shaumburg-Lippe l'any 1890 a l'edat de 24 anys. Adolf era el setè fill del príncep Adolf I Jordi de Schaumburg-Lippe i de la princesa Hermínia de Waldeck-Pyrmont. La parella no tingué fills i es veié clarament dominada pel seu germà el kàiser Guillem II de Prússia, ja que a instàncies del mateix kàiser, el príncep Adolf ocupà militarment amb l'ajuda de tropes prussianes el petit principat de Lippe per tal d'establir-hi una regència del mateix Adolf de Schaumburg-Lippe. L'acció sotmesa a un tribunal d'arbitratge dirigit pel rei Albert I de Saxònia ordenà la retirada de les tropes prussianes i l'abolició de la regència.
Amb l'esclat de la Primera Guerra Mundial la princesa Victòria romangué al costat d'Alemanya tot i que mantenia simpaties amb la causa britànica. Després de la guerra es trobà amb el seu cosí, el príncep Albert del Regne Unit, que esdevindria primer duc de York i posteriorment rei Jordi VI del Regne Unit i li expressà els seus desitjos d'una reconciliació entre els cosins anglesos i prussians, la resposta del príncep anglès fou clara i taxativa afirmant que no creia possible una reconciliació durant molts anys.
El 19 de novembre de 1927 la princesa Victòria es casà amb un rus blanc refugiat a Alemanya de nom Alexander Zoubkoff. La família de la princesa no entengueren el matrimoni i trencaren relacions amb la princesa, la contestació d'aquesta no podia haver estat més clara "Cap consentiment -ni el kàiser- és necessari per al meu casament". Poc abans de morir la princesa havia iniciat el seu procés de divorci del seu segon marit malgrat que aquest no es pogué concloure a conseqüència de la seva mort el 13 de novembre del 1929.